# Simon Nadin
Simon Nadin (* 10. června 1965) je bývalý britský reprezentant ve sportovním lezení, vítěz čtvrtého ročníku mezinárodního závodu Sportroccia a první vítěz v celkovém hodnocení světového poháru v lezení na obtížnost.

## Výkony a ocenění
V roce 1995 vydal Heinz Zak knihu Rock Stars, kde je Simon Nadin mezi nejlepšími skalními lezci spolu s dalšími sedmi Brity.

### Závodní výsledky
| Sportroccia | Sportroccia |
| Rok         | 1989        |
| ----------- | ----------- |
| Obtížnost   | 1           |

| Světový pohár       | Světový pohár | Světový pohár |
| Rok                 | 1989          | 1990          |
| ------------------- | ------------- | ------------- |
| Obtížnost           | 1             | 4             |
| jednotlivě* (4/1/1) | ,?,?,,        | ?,?,?,,?,?    |

* Poznámka: nalevo jsou poslední závody v roce

### Sportovní lezení
- 1984: Menopause, E5 6B, Peak District, GB, free solo
- 1986: Gonads, 8a+, GB, prvovýstup
- 1989: Statement of Youth, 8a, GB, OS přelez